# 海沃西 (阿肯色州)
海沃西（英語：Hiwasse）是位於美國阿肯色州本頓縣的一個非建制地區。該地的面積和人口皆未知。

## 地理
海沃西的座標為36°25′54″N 94°20′02″W / 36.43167°N 94.33389°W，而該地的平均海拔高度為米（即英尺）。